# 徐学敏
徐学敏 (1963年10月—) ，浙江人，上海交通大学教授，主要从事生物传热传质基础研究、肿瘤热物理治疗等方向的研究。任中华人民共和国教育部第五批"长江学者"特聘教授。